# Callithrinca sphendonista
Callithrinca sphendonista is een vlinder uit de familie van de stippelmotten (Yponomeutidae). De wetenschappelijke naam van de soort werd in 1927 gepubliceerd door Edward Meyrick.